# Piramida schodkowa

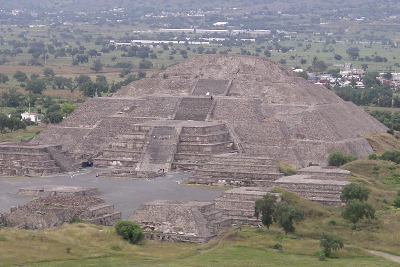
Piramida Księżyca w Teotihuacán

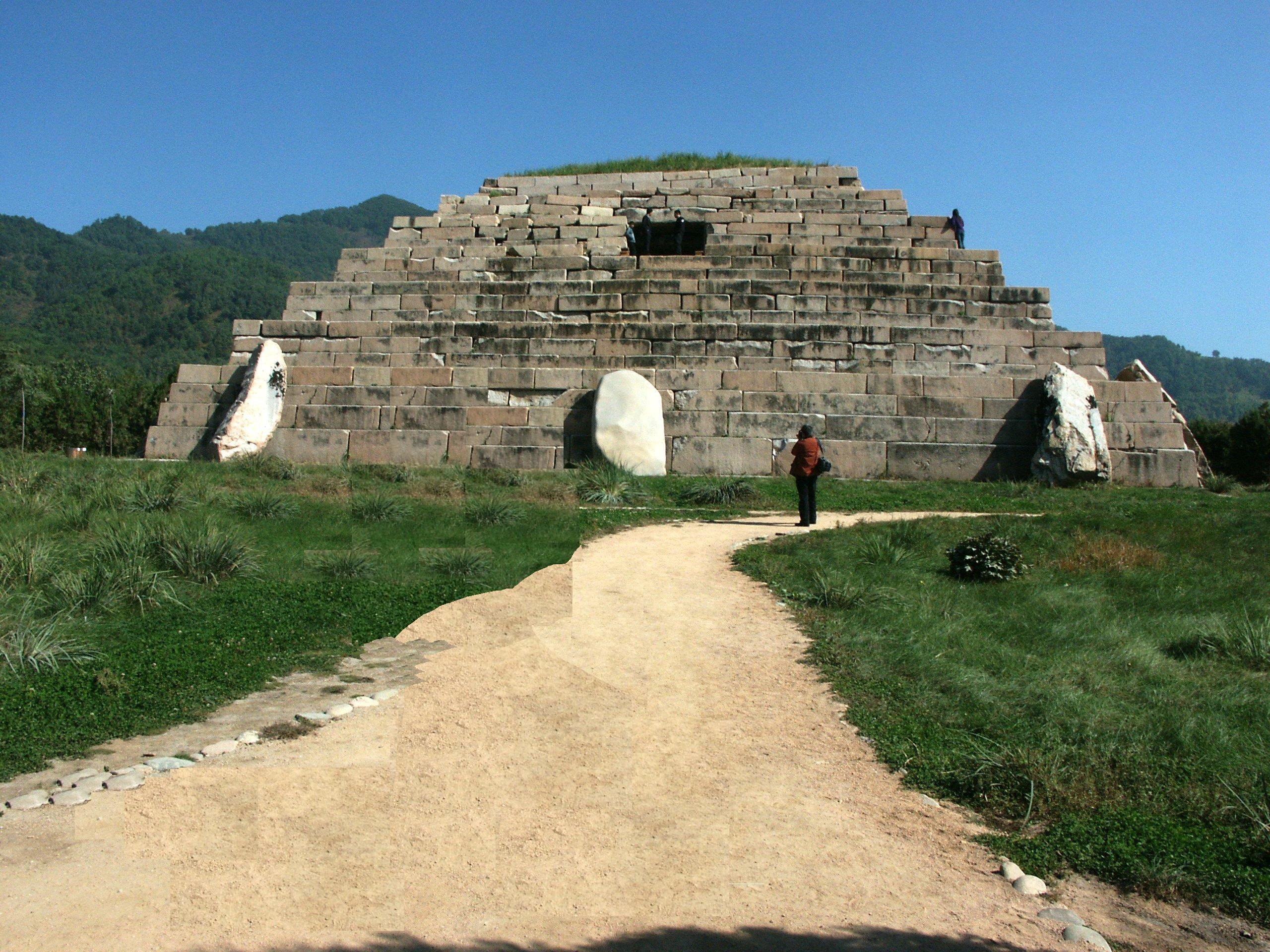
Piramida w Chinach

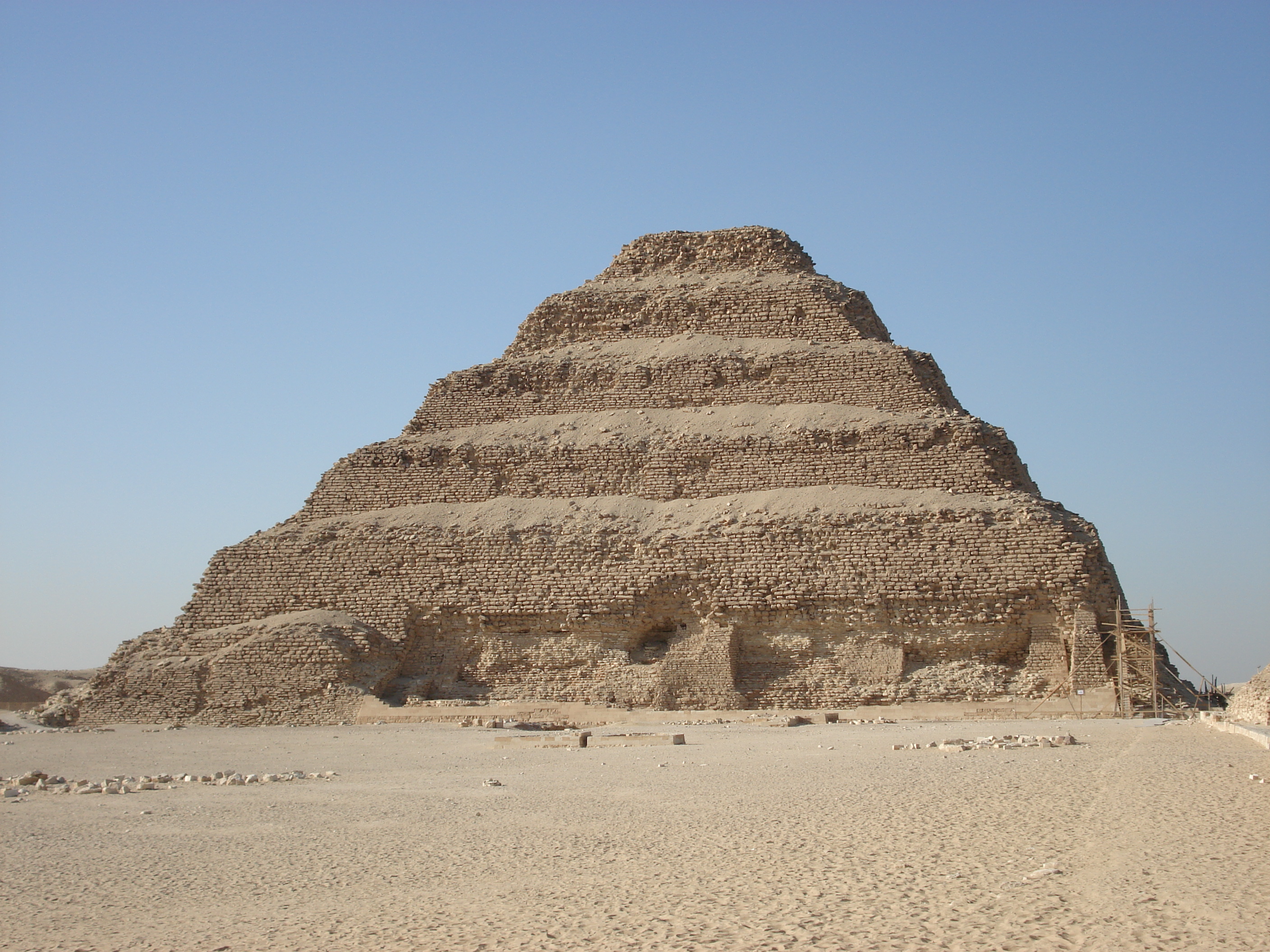
Piramida Dżesera

Piramida schodkowa – piramida o wyraźnych piętrach. W architekturze egipskiej powstała jako szereg malejących, nakładających się na siebie mastab, najsłynniejsza jest Piramida Dżesera.
Charakterystyczne są dla sztuki prekolumbijskiej w Ameryce Środkowej.